# 日新林業
日新林業株式会社（にっしんりんぎょう）は日本最大の山林地主であった田部長右衛門の林産物加工を法人化した企業で、日新グループの中核企業である。
現在本体で直接手かげている事業は、島根県を中心とした林産物である。
また、関連会社として日新林業などを中心として西日本最大の合板メーカーグループである日新グループ各社や田部、山陰中央新報などがある他、田部長右衛門が収集した美術品を集めた田部美術館もある。

## 沿革
- 1947年10月 - 日新林業株式会社創立。

## 事業
- 林産物加工

## 関連企業
- 山陰中央テレビジョン放送
- 山陰中央新報社
- 樹徳産業
- テクノプロジェクト
- 松陽印刷所
- 日新グループ
- 田部
- 日新合板工業
- 松江プライウッド
- 田部美術館
- 玉造カントリークラブ